# Shadishadi
Shadishadi è un villaggio del Botswana situato nel distretto di Kweneng, sottodistretto di Kweneng East. Il villaggio, secondo il censimento del 2011, conta 928 abitanti.

## Località
Nel territorio del villaggio sono presenti le seguenti 25 località:
- Botsilwane di 22 abitanti,
- Ditotojane di 2 abitanti,
- Ditswaladi di 33 abitanti,
- Khunkhe di 10 abitanti,
- Kokonje di 166 abitanti,
- Letubu 2,
- Mafatlhe di 15 abitanti,
- Mafatshe/Ratsheko di 89 abitanti,
- Maphoko di 10 abitanti,
- Masololwane/Leswalo di 4 abitanti,
- Mmanoga,
- Mokata di 2 abitanti,
- Moralane,
- Nakalakgokong di 9 abitanti,
- Rakolobeng/Maretakgong,
- Ramabenyana di 3 abitanti,
- Ramothopi di 1 abitante,
- Sekwate di 3 abitanti,
- Selepana / Potsana di 11 abitanti,
- Selepane/Tlaleng di 8 abitanti,
- Shadishadi Lands,
- Shonono di 149 abitanti,
- Thajwe di 4 abitanti,
- Thotanayamorala di 20 abitanti,
- Utshwi di 6 abitanti